# 小行星1861
小行星1861（1861 Komensky）是一颗围绕太阳公转的小行星。1970年11月24日，盧波什·科胡特克在汉堡发现了此天体。
該小行星以捷克神學家和教育家約翰·阿摩司·康米紐斯命名。
这颗小行星的绝对星等为265.5713198706338等。